# Tianyulong
Tianyulong là một chi khủng long, được Zheng X. You Xu X. & Dong mô tả khoa học năm 2009. Loài duy nhất của chi này là Tianyulong confuciusi. Hóa thạchc của nó được phát hiện tại huyện Jianchang, tỉnh Liêu Ninh, Trung Quốc.